# Anomala cognata
Anomala cognata är en skalbaggsart som beskrevs av Carsten Zorn 2011. Anomala cognata ingår i släktet Anomala och familjen Rutelidae. Inga underarter finns listade i Catalogue of Life.